# Föreningen för digitala fri- och rättigheter
Föreningen för digitala fri- och rättigheter (DFRI, engelska: Digital Freedom and Rights Association) är en svensk ideell förening som verkar för främjandet av digitala fri- och rättigheter samt motverkar inskränkandet av dessa. DFRI är medlem i den europeiska paraplyorganisationen European Digital Rights (EDRi). DFRI uttalade fokus är: "yttrandefrihet, öppenhet och informationsfrihet, personlig integritet och individens rätt att bestämma om användningen av sina personuppgifter och digitala fotspår". DFRI driver åtta Tor-exit reläer i Sverige som är en del av det så kallade Tor-nätverket.
DFRI har också tagit ställning mot videoövervakning. I mars 2016 deltog DFRI-medlemmar vid ett CCTV-branschevent och filmade besökarna av evenemanget. DFRI-medlemmarna ombads vänligen att lämna lokalerna där eventet hölls, eftersom gästerna inte kände sig "säkra" av att filmas.
DFRI har även bedrivit s.k. kryptopartyn, för att öka kunskapen om kryptering i Sverige. De har även engagerat sig mot spårning av mobiltelefoner i Västerås och Borås. I Västerås har de bl.a. använt sig av utrustning som stört systemet samt delat ut information om övervakning.
DFRI har även använt sig av störningsutrustning mot ClearChannels mobilövervakning som används tillsammans med deras reklamskyltar i vissa delar av världen. DFRI har även skrivit under ett upprop som motsätter sig upphovsrättsklausuler i handelsavtal mellan Europeiska unionen och USA.
Föreningen har ett projekt om fri- och öppen e-legitimation som drivs av medlemmar. Medlemsprojektet vill uppnå att en fri- och öppen lösning för e-legitimation ska kunna användas för digitala signaturer och digital identifiering och att människor i Sverige inte ska tvingas använda Bank-id som ägs av svenska banker eller Freja eID då båda är proprietär programvara och låsta till vissa operativsystem. Som del av projektet har föreningen skrivit ett debattsvar i Dagens Nyheter.